# Dipseudopsis cubitalis
Dipseudopsis cubitalis är en nattsländeart som beskrevs av Navás 1934. Dipseudopsis cubitalis ingår i släktet Dipseudopsis och familjen Dipseudopsidae. Inga underarter finns listade i Catalogue of Life.